# Stegna (gromada)
Stegna – dawna gromada, czyli najmniejsza jednostka podziału terytorialnego Polskiej Rzeczypospolitej Ludowej w latach 1954–1972.
Gromady, z gromadzkimi radami narodowymi (GRN) jako organami władzy najniższego stopnia na wsi, funkcjonowały od reformy reorganizującej administrację wiejską przeprowadzonej jesienią 1954 do momentu ich zniesienia z dniem 1 stycznia 1973, tym samym wypierając organizację gminną w latach 1954–1972.
Gromadę Stegna z siedzibą GRN w Stegnie utworzono – jako jedną z 8759 gromad na obszarze Polski – w powiecie nowodworsko-gdańskim w woj. gdańskim na mocy uchwały nr 22/III/54 WRN w Gdańsku z dnia 5 października 1954. W skład jednostki weszły obszary dotychczasowych gromad Junoszyno, Popowo i Stegna oraz poregulacyjne tereny miejscowości Stegienka (karta mapy Nr 2) z dotychczasowej gromady Stegienka ze zniesionej gminy Stegna w tymże powiecie. Dla gromady ustalono 18 członków gromadzkiej rady narodowej.
1 stycznia 1959 do gromady Stegna włączono obszar zniesionej gromady Jantar w tymże powiecie.
1 stycznia 1972 do gromady Stegna włączono miejscowości Chełmek, Chorążówka, Głobica, Stobiec i Tujsk oraz tereny z obrębu Rybina o powierzchni 970,80 ha i tereny z obrębu Świerznica o powierzchni 363,95 ha ze zniesionej gromady Rybina w tymże powiecie.
Gromada przetrwała do końca 1972 roku, czyli do kolejnej reformy gminnej. 1 stycznia 1973 w powiecie nowodworsko-gdańskim reaktywowano zniesioną w 1954 roku gminę Stegna (obecnie gmina jest w powiecie nowodworskim w woj. pomorskim).